# Irak i olympiska sommarspelen 2004
Irak i olympiska sommarspelen 2004 bestod av idrottare som blivit uttagna av Iraks olympiska kommitté.

## Boxning
| Idrottare | Gren          | Sextondelsfinaler    | Åttondelsfinaler         | Kvartsfinaler        | Semifinaler          | Final                | Final            |
| Idrottare | Gren          | Motståndare Resultat | Motståndare Resultat     | Motståndare Resultat | Motståndare Resultat | Motståndare Resultat | Placering        |
| --------- | ------------- | -------------------- | ------------------------ | -------------------- | -------------------- | -------------------- | ---------------- |
| Najah Ali | Lätt flugvikt | Kwak (PRK) W 21-7    | Nalbandyan (ARM) L 11-24 | Gick inte vidare     | Gick inte vidare     | Gick inte vidare     | Gick inte vidare |

## Fotboll
Herrar
| Nr          | Namn                    | Födelsedatum | Ålder     | Matcher   | Mål       | 10px      | 10px      | 10px      |
| Målvakter   | Målvakter               | Målvakter    | Målvakter | Målvakter | Målvakter | Målvakter | Målvakter | Målvakter |
| ----------- | ----------------------- | ------------ | --------- | --------- | --------- | --------- | --------- | --------- |
| 18          | Uday Talib              | 01.07.1981   | 23        | 0         | 0         | 0         | 0         | 0         |
| 1           | Noor Sabri              | 18.06.1984   | 23        | 6         | 0         | 1         | 0         | 0         |
| Försvarare  |                         |              |           |           |           |           |           |           |
| 4           | Haidar Jabar Khadim     | 25.08.1976   | 27        | 5         | 0         | 1         | 0         | 0         |
| 14          | Haidar Abdul-Amir       | 05.04.1982   | 22        | 6         | 0         | 1         | 0         | 0         |
| 12          | Haidar Abdul-Razzaq     | 09.06.1982   | 22        | 5         | 0         | 1         | 0         | 0         |
| 3           | Basim Abbas             | 01.07.1982   | 22        | 5         | 0         | 2         | 0         | 0         |
| 2           | Saad Attiya             | 26.02.1987   | 17        | 3         | 0         | 0         | 0         | 0         |
| Mittfältare |                         |              |           |           |           |           |           |           |
| 8           | Abdul-Wahab Abu Al-Hail | 21.12.1976   | 27        | 6         | 0         | 1         | 0         | 0         |
| 6           | Saleh Sader             | 21.08.1982   | 22        | 6         | 2         | 0         | 0         | 0         |
| 11          | Hawar Mulla Mohammed    | 09.02.1982   | 22        | 6         | 2         | 0         | 0         | 0         |
| 13          | Qusai Munir             | 12.04.1981   | 23        | 6         | 0         | 0         | 0         | 0         |
| 15          | Mahdi Karim             | 10.12.1983   | 20        | 6         | 1         | 0         | 0         | 0         |
| 5           | Nasch'at Akram          | 12.09.1984   | 19        | 3         | 0         | 0         | 0         | 0         |
| Anfallare   |                         |              |           |           |           |           |           |           |
| 9           | Razzaq Farhan           | 01.07.1977   | 27        | 5         | 1         | 0         | 0         | 0         |
| 16          | Ahmed Manajid           | 13.12.1981   | 22        | 2         | 0         | 0         | 0         | 0         |
| 7           | Emad Mohammed           | 05.06.1982   | 22        | 6         | 2         | 0         | 0         | 0         |
| 17          | Ahmed Salah             | 18.06.1982   | 22        | 2         | 0         | 0         | 0         | 0         |
| 10          | Yunis Mahmud            | 02.03.1983   | 21        | 5         | 1         | 1         | 0         | 0         |
| Coach       |                         |              |           |           |           |           |           |           |
|             | Adnan Hamad             | 01.02.1960   | 44        |           |           |           |           |           |

Gruppspel
| Lag        | Pld | W | D | L | GF | GA | GD | Pts |
| ---------- | --- | - | - | - | -- | -- | -- | --- |
| Irak       | 3   | 2 | 0 | 1 | 7  | 4  | +3 | 6   |
| Costa Rica | 3   | 1 | 1 | 1 | 4  | 4  | 0  | 4   |
| Marocko    | 3   | 1 | 1 | 1 | 3  | 3  | 0  | 4   |
| Portugal   | 3   | 1 | 0 | 2 | 6  | 9  | −3 | 3   |

|       | 12 augusti 2004 | Irak | 4 – 2   | Portugal | Pampeloponnisiako Stadium, Patras            |                                              |
| 20:30 | 20:30           |      | Rapport |          | Publik: 5 689 Domare: Divine Evehe (Kamerun) | Publik: 5 689 Domare: Divine Evehe (Kamerun) |
| 20:30 | 20:30           |      |         |          | Publik: 5 689 Domare: Divine Evehe (Kamerun) | Publik: 5 689 Domare: Divine Evehe (Kamerun) |
| 20:30 | 20:30           |      |         |          | Publik: 5 689 Domare: Divine Evehe (Kamerun) | Publik: 5 689 Domare: Divine Evehe (Kamerun) |

|       | 15 augusti 2004 | Costa Rica | 0 – 2   | Irak | Karaiskaki Stadium, Pireaus                       |                                                   |
| 20:30 | 20:30           |            | Rapport |      | Publik: 12 150 Domare: Charles Ariiotima (Tahiti) | Publik: 12 150 Domare: Charles Ariiotima (Tahiti) |
| 20:30 | 20:30           |            |         |      | Publik: 12 150 Domare: Charles Ariiotima (Tahiti) | Publik: 12 150 Domare: Charles Ariiotima (Tahiti) |
| 20:30 | 20:30           |            |         |      | Publik: 12 150 Domare: Charles Ariiotima (Tahiti) | Publik: 12 150 Domare: Charles Ariiotima (Tahiti) |

|       | 18 augusti 2004 | Marocko | 2 – 1   | Irak | Pampeloponnisiako Stadium, Patras                  |                                                    |
| 20:30 | 20:30           |         | Rapport |      | Publik: 4 019 Domare: Horacio Elizondo (Argentina) | Publik: 4 019 Domare: Horacio Elizondo (Argentina) |
| 20:30 | 20:30           |         |         |      | Publik: 4 019 Domare: Horacio Elizondo (Argentina) | Publik: 4 019 Domare: Horacio Elizondo (Argentina) |
| 20:30 | 20:30           |         |         |      | Publik: 4 019 Domare: Horacio Elizondo (Argentina) | Publik: 4 019 Domare: Horacio Elizondo (Argentina) |

Slutspel
|  | Kvartsfinaler            | Kvartsfinaler            |                     |      | Semifinaler | Semifinaler |  |  | Final                    | Final |
|  |                          |                          |                     |      |             |             |  |  |                          |       |
|  | 21 augusti– Pireaus      |                          |                     |      |             |             |  |  |                          |       |
|  |                          |                          |                     |      |             |             |  |  |                          |       |
|  | Mali                     | 0                        |                     |      |             |             |  |  |                          |       |
|  | Mali                     | 0                        | 24 augusti– Pireaus |      |             |             |  |  |                          |       |
|  | Italien                  | 1                        |                     |      |             |             |  |  |                          |       |
|  | Italien                  | 1                        | Italien             | 0    |             |             |  |  |                          |       |
|  | 21 augusti– Patras       |                          | Italien             | 0    |             |             |  |  |                          |       |
|  |                          | Argentina                | 3                   |      |             |             |  |  |                          |       |
|  | Argentina                | Argentina                | 3                   | 4    |             |             |  |  |                          |       |
|  | Argentina                |                          | 28 augusti– Aten    | 4    |             |             |  |  |                          |       |
|  | Costa Rica               | 0                        |                     |      |             |             |  |  |                          |       |
|  | Costa Rica               | 0                        | Argentina           | 1    |             |             |  |  |                          |       |
|  | 21 augusti– Heraklion    |                          | Argentina           | 1    |             |             |  |  |                          |       |
|  |                          | Paraguay                 | 0                   |      |             |             |  |  |                          |       |
|  | Irak                     | Paraguay                 | 0                   | 1    |             |             |  |  |                          |       |
|  | Irak                     | 24 augusti– Thessaloniki |                     | 1    |             |             |  |  |                          |       |
|  | Australien               | 0                        |                     |      |             |             |  |  |                          |       |
|  | Australien               | 0                        | Irak                | 1    | Bronsmatch  | Bronsmatch  |  |  |                          |       |
|  | 21 augusti– Thessaloniki |                          | Irak                | 1    | Bronsmatch  | Bronsmatch  |  |  |                          |       |
|  |                          | Paraguay                 | 3                   |      |             |             |  |  |                          |       |
|  | Paraguay                 | Paraguay                 | 3                   | 3    | Italien     | 1           |  |  |                          |       |
|  | Paraguay                 |                          |                     | 3    | Italien     | 1           |  |  |                          |       |
|  | Sydkorea                 | 2                        |                     | Irak | 0           |             |  |  |                          |       |
|  | Sydkorea                 | 2                        |                     |      | 0           |             |  |  |                          |       |
|  |                          |                          |                     |      |             |             |  |  | 27 augusti– Thessaloniki |       |
|  |                          |                          |                     |      |             |             |  |  |                          |       |

## Friidrott
Herrar
Bana, maraton och gång
| Idrottare  | Gren           | Heat     | Heat      | Kvartsfinal | Kvartsfinal | Semifinal        | Semifinal        | Final            | Final            |
| Idrottare  | Gren           | Resultat | Placering | Resultat    | Placering   | Resultat         | Placering        | Resultat         | Placering        |
| ---------- | -------------- | -------- | --------- | ----------- | ----------- | ---------------- | ---------------- | ---------------- | ---------------- |
| Alaa Motar | 400 meter häck | 51.97    | 6         | i.u.        | i.u.        | Gick inte vidare | Gick inte vidare | Gick inte vidare | Gick inte vidare |

Damer
Bana, maraton och gång
| Idrottare   | Gren      | Heat     | Heat      | Kvartsfinal      | Kvartsfinal      | Semifinal        | Semifinal        | Final            | Final            |
| Idrottare   | Gren      | Resultat | Placering | Resultat         | Placering        | Resultat         | Placering        | Resultat         | Placering        |
| ----------- | --------- | -------- | --------- | ---------------- | ---------------- | ---------------- | ---------------- | ---------------- | ---------------- |
| Alaa Jassim | 100 meter | 12.70    | 8         | Gick inte vidare | Gick inte vidare | Gick inte vidare | Gick inte vidare | Gick inte vidare | Gick inte vidare |

## Judo
Herrar
| Idrottare    | Gren               | Sextondelsfinal                 | Åttondelsfinal       | Kvartsfinal          | Semifinal            | Återkval             | Final                | Final            |
| Idrottare    | Gren               | Motståndare Resultat            | Motståndare Resultat | Motståndare Resultat | Motståndare Resultat | Motståndare Resultat | Motståndare Resultat | Placering        |
| ------------ | ------------------ | ------------------------------- | -------------------- | -------------------- | -------------------- | -------------------- | -------------------- | ---------------- |
| Hadir Lazame | Tungvikt (+100 kg) | Ikhsangaliyev (KAZ) L 0000-1000 | Gick inte vidare     | Gick inte vidare     | Gick inte vidare     | Gick inte vidare     | Gick inte vidare     | Gick inte vidare |

## Taekwondo
| Idrottare    | Gren             | Åttondelsfinaler     | Kvartsfinaler        | Semifinaer           | Återkval             | Bronsmatch           | Final                | Final     |
| Idrottare    | Gren             | Motståndare Resultat | Motståndare Resultat | Motståndare Resultat | Motståndare Resultat | Motståndare Resultat | Motståndare Resultat | Placering |
| ------------ | ---------------- | -------------------- | -------------------- | -------------------- | -------------------- | -------------------- | -------------------- | --------- |
| Raid Rasheed | Herrarnas −80 kg | López (USA) L 0–12   | Gick inte vidare     | Gick inte vidare     | Estrada (MEX) L WO   | Gick inte vidare     | Gick inte vidare     | 7         |